# Congy
Congy je francouzská obec v departementu Marne v regionu Grand Est. Žije zde 256 obyvatel.

## Geografie

### Sousední obce
| Růžice kompasu | La Caure         | Montmort-Lucy  | Étoges       | Růžice kompasu |
| Růžice kompasu | Champaubert Baye | Sever          | Fèrebrianges | Růžice kompasu |
| Růžice kompasu | Champaubert Baye | Congy          | Fèrebrianges | Růžice kompasu |
| Růžice kompasu | Champaubert Baye | Jih            | Fèrebrianges | Růžice kompasu |
| Růžice kompasu | Villevenard      | Coizard-Joches | Vert-Toulon  | Růžice kompasu |